# Hindi-Film
| Hindi-Filmproduktionen |        |
| Jahr                   | Anzahl |
| 1931–1935              | 434    |
| 1936–1940              | 490    |
| 1941–1945              | 435    |
| 1946–1950              | 758    |
| 1951–1955              | 541    |
| 1956–1960              | 584    |
| 1961–1965              | 481    |
| 1966–1970              | 459    |
| 1971–1975              | 634    |
| 1976–1980              | 612    |
| 1981–1985              | 784    |
| 1986–1990              | 867    |
| 1991–1995              | 899    |

Der Hindi-Film wird in Mumbai (dem früheren Bombay) produziert. Neben dem Tamilischen Film und dem Telugu-Film entstehen in dieser Sprache die meisten Filme in der indischen Filmindustrie. Als Synonym für die Hindi-Filmindustrie ist der umgangssprachliche Begriff Bollywood (Hindi बॉलीवुड) weit verbreitet. Dieser Begriff entstand in den 1970er Jahren und bezog sich ausschließlich auf Hindi-Unterhaltungsfilme, die wohl auf Grund ihres kommerziellen Charakters von einem indischen Filmkritiker in Anlehnung an die US-amerikanischen Filmstudios von Hollywood so betitelt wurden. Die Wortkreuzung Bollywood enthält daher die Bestandteile Bombay und Hollywood.
Der Begriff Bollywood trifft bei indischen Bürgern und Filmschaffenden auf Kritik, weil sie ihre Studios nicht mit den westlichen Filmstudios von Hollywood verglichen haben wollen.
Bekannte Studios sind Filmalaya und Film City im Norden der Stadt. Jährlich werden derzeit etwa 200 bis 250 Hindi-Filme produziert.

## Hintergründe
Obwohl die Filmindustrie schon in den 1930er Jahren entstand, gelten die 1960er und 1970er Jahre als ihre Glanzzeiten. In den 1980ern und frühen 1990ern wurden viele Film-Epen gedreht. Um die Jahrtausendwende kriselte die indische Filmindustrie, die unter anderem unter Videopiraterie und dem aufkommenden Satellitenfernsehen litt. Mit dem Entstehen von Multiplexcentern in den Städten bilden sich verschiedene Genretypen heraus.
Den typischen Bollywood-Film gibt es nicht, doch lassen sich Schemata in der Erzählweise erkennen. Allgemein lässt sich sagen, dass die Filme meist zweieinhalb bis vier Stunden dauern, eine Unterbrechung enthalten und die Handlung meistens von mehreren musikalischen Tanzszenen, ähnlich wie im westlichen Musical, unterbrochen und erzählerisch kommentiert wird. Die Filmlieder werden oftmals noch vor dem Kinostart zu Werbezwecken als Musikvideos bei MTV oder B4U Music gespielt.
Eine erfolgreiche Produktion soll alle neun Rasas, die traditionell überlieferten Bestandteile indischer Kunst, enthalten: Liebe, Heldentum, Ekel, Komik, Schrecken, Wundersames, Wut, Pathos und Friedvolles.
Viele Filme werden in reinem Hindi, die meisten jedoch in Hindustani, produziert. Außerdem wird in Bollywoodfilmen bis zu 80 Prozent Urdu-Wortschatz verwendet. Die öffentliche Ausstrahlung von Bollywoodfilmen in Pakistan, wo Urdu gesprochen wird, unterliegt hingegen einer strengen Zensur.
Bei den Inhalten lassen sich zeitbedingte Moden erkennen: In den 1970ern waren oft Filme mit vielen Actionelementen in Mode, beispielsweise Indo-Western wie Sholay. Seit Mitte der 1990er Jahre, vor allem seit dem großen Erfolg von Dilwale Dulhania Le Jayenge 1995, dominieren eher Liebesfilme, die sich oft um prunkvolle Hochzeiten drehen.
Die staatliche Zensur in Indien ist weniger ein Problem für Filmemacher als die Selbstzensur der Produzenten, die den Film verkaufen wollen. Damit sich Filme rentieren, müssen die Besucher mehrmals ins Kino gehen, am besten mit der gesamten Familie. Daher sind die meisten indischen Filmhits ausgesprochen familientauglich.
Indische Filme finden ihr Verbreitungsgebiet von jeher im asiatischen und afrikanischen Raum, wo sie eine ernste Konkurrenz zu Hollywood sind. Besonders in Gebieten von Auslandsindern wie London oder New York werden Bollywoodfilme zu Hits. In den letzten Jahren werden diese Produktionen auch unter Nicht-Indern immer populärer.
Das Bollywood-Kino wird getragen von einem stark entwickelten Starsystem, wobei sich auch immer wieder Regisseure einen Namen machen. Stars sind in Indien omnipräsent und prangen von den meisten Werbeplakaten.

## Kritik
Von Seiten der Kritiker wird den Bollywood-Produzenten oft vorgeworfen, dass ein hoher Anteil von Filmen lediglich schlechte Remakes ausländischer und auch indischer Produktionen sei. Nur so könne der große Ausstoß an Filmen jedes Jahr bewerkstelligt werden.
Des Weiteren wird den Studios eine diskriminierende Einstellungspolitik unterstellt, da dunkelhäutige Inder systematisch benachteiligt würden. Das Filmgeschäft bediene und fördere damit ein indisches Schönheitsideal, ebenso verstärke es auf diese Weise in der Bevölkerung latent vorhandene rassistische Vorurteile. Während Hellhäutigkeit als „westlich“ und erhaben gelte, würden dunkelhäutige Menschen als minderwertig betrachtet und ausgegrenzt, was sie zum Konsum teurer Hautaufhellungsprodukte veranlasse („Fair & Lovely“-Skandal).
Auffallend ist, dass fernab der Realität arme Inder in den Bollywoodfilmen der letzten drei Jahrzehnte praktisch überhaupt nicht mehr vorkommen. Die Figuren gehören fast ausnahmslos der höheren Mittel- oder Oberschicht an.

## Erfolgreichste Filme

### Höchste Einspielergebnisse (inflationsbereinigt)
- Dangal (etwa 97 Millionen Euro)
- Sholay (etwa 30,1 Millionen Euro)
- Mughal-e-Azam (etwa 18,4 Millionen Euro)
- Mother India (etwa 18,4 Millionen Euro)
- Muqaddar Ka Sikandar (etwa 16,7 Millionen Euro)
- Dilwale Dulhania Le Jayenge (etwa 15,9 Millionen Euro)
- Om Shanti Om (etwa 15 Millionen Euro)

### Längste Laufzeit
- Dilwale Dulhania Le Jayenge: Seit 1995 ununterbrochen auch noch im Februar 2018.[10]
- Sholay: 260 Wochen

Lagaan war 2002 für den Oscar als bester fremdsprachiger Film nominiert. Er war nach Mother India und Salaam Bombay! der dritte indische Film, der für diese Auszeichnung nominiert wurde.

## Filmpreise und Festivals
Die größten Preisverleihungen für Bollywoodfilme sind die Filmfare Awards, Star Screen Awards, die Zee Cine Awards und die International Indian Film Academy Awards.
In Deutschland hat sich das Indische Filmfestival Stuttgart etabliert. Weitere Filmfestivals mit Bollywoodbezug finden sich unter anderem in Florenz und Prag.

## Bollywood in Deutschland
In den letzten Jahren wurden kommerzielle indische Filme auch in Deutschland populärer. Hierfür war eine breite Auswertung in verschiedenen Medien verantwortlich. Auslöser für den wahren Bollywood-Boom war die DVD-Veröffentlichung von Kabhi Khushi Kabhie Gham – In guten wie in schweren Tagen und die folgende TV-Ausstrahlung des Films auf RTL2.

### Im Kino
Bereits in den 1950er Jahren waren kommerzielle Hindi-Filme wie Der Vagabund, Shambhu, Fahrt über drei Meere, Der Prinz von Piplinagar oder Unter dem Mantel der Nacht im DDR-Kino zu sehen. In den 1990er-Jahren wurden vereinzelt in Deutschland Bollywood-Filme gezeigt. Diese Vorführungen waren aber zumeist den NRIs (in Deutschland lebenden Indern) vorbehalten.
Die Freunde der deutschen Kinemathek (heute Arsenal Berlin) waren es schließlich, die durch eigens initiierte Filmreihen 2001 und 2002 eine Auswahl an Bollywood-Filmen durch Deutschland touren ließen und ganz gezielt nicht-indische Zuschauer ansprachen.
Am 20. Juni 2002 brachte dann Columbia Tristar das oscarnominierte Historienepos Lagaan in die deutschen Kinos, allerdings nur als Kinotour mit englischen Untertiteln.
Ein Jahr später wagte dann das Filmlabel Rapid Eye Movies einen offiziellen Kinostart mit dem indischen Blockbuster Kabhi Khushi Kabhie Gham. Der Film war mit deutschen Untertiteln zu sehen und die Presseresonanz war beachtlich. Seither laufen in regelmäßigen Abständen Bollywood-Filme in deutschen Kinos, darunter Kal Ho Naa Ho, Main Hoon Na, Veer-Zaara, Kabhi Alvida Naa Kehna.
Dhoom: 3 hatte die zweithöchsten Einnahmen zum Wochenende hin, mit 78.677 € und schlug die 75.466 € von My Name Is Khan. Im Laufe des Wochenendes nahm Happy New Year – Herzensdiebe 260.918 € ein und hatte somit das höchste Einspielergebnis für einen Hindi-Film in Deutschland.

### Auf DVD
Neben vielen Schwarzkopien gibt es seit einigen Jahren auch offizielle deutsche DVD-Veröffentlichungen.
Columbia Tristar veröffentlichte 2002 Mission Kashmir – Der blutige Weg der Freiheit (deutsch synchronisiert) und im Jahr darauf Lagaan – Es war einmal in Indien. Doch erst die Veröffentlichung von Kabhi Khushi Kabhie Gham – In guten wie in schweren Tagen (deutsch synchronisiert), gekoppelt mit einer Ausstrahlung des Films auf RTL2 brachte richtigen Erfolg. Es folgten zahlreiche weitere DVDs von großen indischen Blockbustern. Einige Titel schafften es in die Top Ten der deutschen DVD-Charts.

### Im Fernsehen
Bollywoodfilme wurden bereits in den 1950er und 1960er Jahren im DFF ausgestrahlt; erst in den letzten Jahren werden vermehrt Bollywoodproduktionen auf Arte (darunter Dil Se – Von ganzem Herzen) und VOX (seit 2003, Hindi mit deutschen Untertiteln) sowie seit 2004 am erfolgreichsten auf RTL 2 (synchronisiert) gezeigt. Im Herbst 2004 erreichte RTL2 mit der Ausstrahlung von Kabhi Khushi Kabhie Gham über eine Million Zuschauer.
Meist werden die Filme auf RTL 2 nicht in voller Länge ausgestrahlt, sondern leicht gekürzt. Bei einem langen Film wie Kabhi Khushi Kabhie Gham betrugen die Kürzungen rund eine halbe Stunde. Auf der anderen Seite wurden manche Filme als „Special Editions“ mit „Deleted Scenes“ gezeigt (Veer und Zaara – Die Legende einer Liebe, Kaal – Das Geheimnis des Dschungels, Swades – Heimat).
Von Juli 2016 bis Mai 2020 gab es den deutschsprachigen Sender Zee.One, der sich auf Bollywood-Filme, -Serien und -Musikvideos spezialisiert hatte.

### Bollywood auf der Bühne
In Deutschland und dem übrigen Europa touren seit 2007 zwei große Bühnenshows im Stil der Filme, der Mode und der Musik aus Indien.
- Bollywood – The Show, urspr. engl. Titel Merchants of Bollywood. Die Biografie der in Indien bekannten Vaibhavi Merchant liefert den Handlungsrahmen für die Show. Von dieser preisgekrönten Choreografin wurden allein im Jahre 2004 16 Filme zumindest teilweise tänzerisch einstudiert.
- Bharati, produziert von Gashash Deshe. Die Premiere ging im Januar 2006 in Paris über die Bühne. Diese mit 100 Darstellern noch aufwändigere Show setzt Songs aus Léo Delibes’ Indien-Oper Lakmé und aus indischen Filmklassikern auf der Bühne um. Der Titel dieser Show spielt auf den Hindi-Namen Indiens (Bharat) und die religiöse Bedeutung der Gottheit (Bharati Brahman, Suche nach dem Licht) an. Der Erzähler verknüpft die Lieder und dazugehörigen Tänze zu einer Lovestory, die über indische Lebensweise informieren soll. 3 Sängerinnen und 2 Sänger treten mit einem 15-köpfigen Orchester auf, in dem Rhythmusinstrumente dominieren (Die Tänzerin Bhavna Pani ist die Protagonistin; der Märchenprinz heißt nicht zufällig Siddharta – getanzt von Gagan Malik).

### Romane
- Shobhaa De: Glitzernacht. Übersetzt von Uschi Gnade. dtv, 2006, ISBN 3-423-24567-0, Großformat
- Shashi Tharoor: Bollywood. Insel, Frankfurt am Main 2006, ISBN 3458-17312-9